# Antonov An-124
Antonov An-124 Ruslan (v kódu NATO: „Condor“) je velký, strategický čtyřmotorový letoun, navržený v 70.–80. letech 20. století konstrukční kanceláří Antonov v Ukrajinské SSR, která byla tehdy součástí Sovětského svazu. An-124 je 2. nejtěžší vyráběné nákladní letadlo a nejtěžší nákladní letadlo ve službě na světě, za zničeným Antonovem An-225 (zvětšená konstrukce založená na An-124, byl dokončen v jediném exempláři) a Boeingem 747-8. An-124 zůstává největším vojenským dopravním letounem ve službě. Hlavním konstruktérem An-124 (a An-225) byl ruský inženýr Viktor Tolmačov.
Během vývoje byl známý jako Izdělije 400 (produkt #400) na domácí půdě a jako An-40 na západě. Poprvé vzlétl v roce 1982, civilní osvědčení bylo vydáno 30. prosince 1992. V červenci 2013 bylo v komerčním provozu 26 An-124 s 10 objednanými.
V srpnu 2014 bylo oznámeno, že plány na obnovení společné výroby Antonov An-124 byly odloženy kvůli přetrvávajícímu politickému napětí mezi Ruskem a Ukrajinou. Jediným zbývajícím výrobním závodem je ruský Aviastar-SP v Uljanovsku. Různí provozovatelé An-124 jsou v jednání s ohledem na certifikaci o zachování letové způsobilosti jednotlivých letounů An-124. Původní konstruktér An-124 je zodpovědný za řízení certifikačního procesu pro své vlastní produkty, ale rusko-ukrajinské konflikty ztěžují řízení tohoto procesu. V roce 2019 bylo v komerčním provozu 26 An-124.

## Vývoj

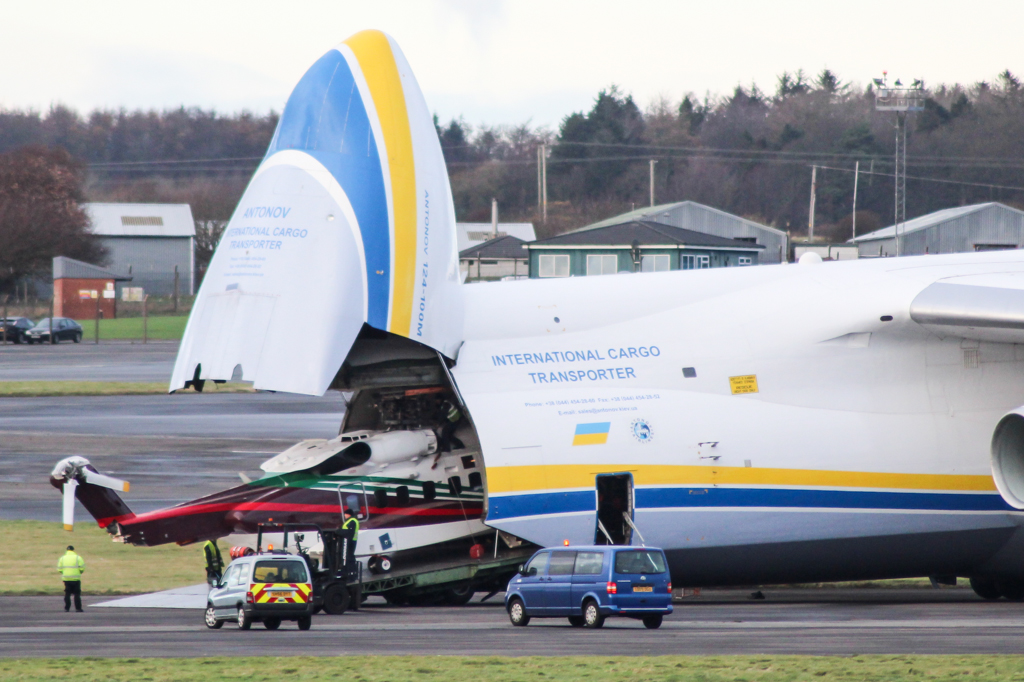
An-124 nakládá trup vrtulníku Sikorsky S-92

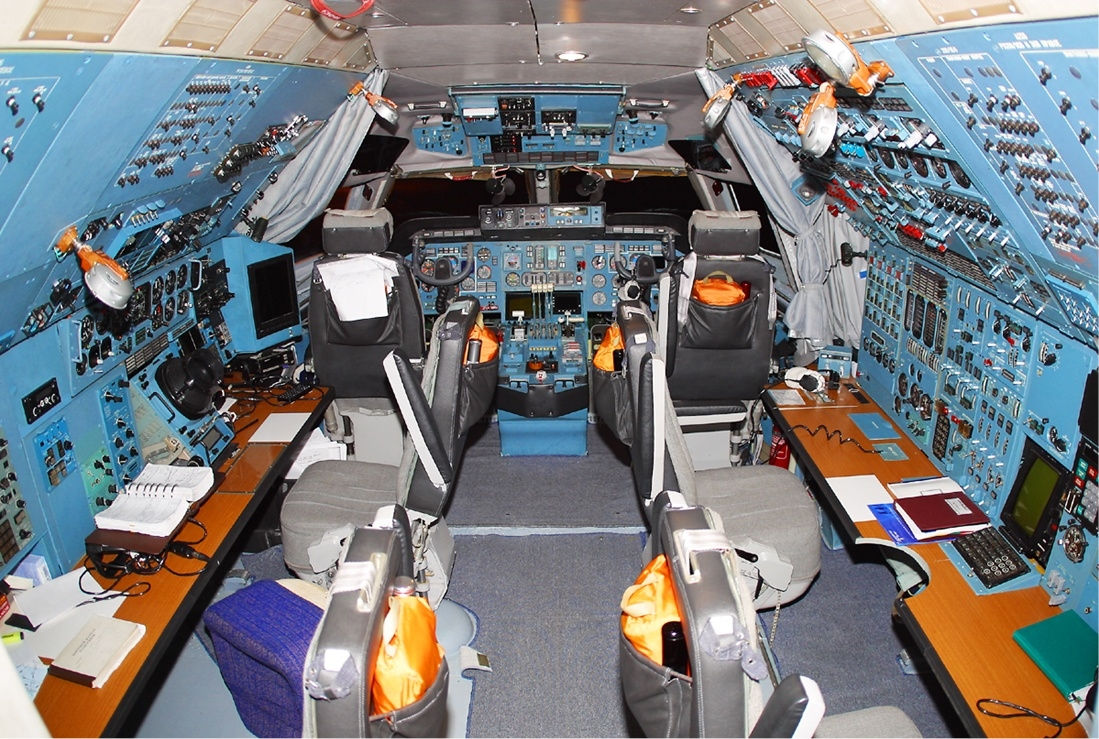
Kokpit letounu An-124

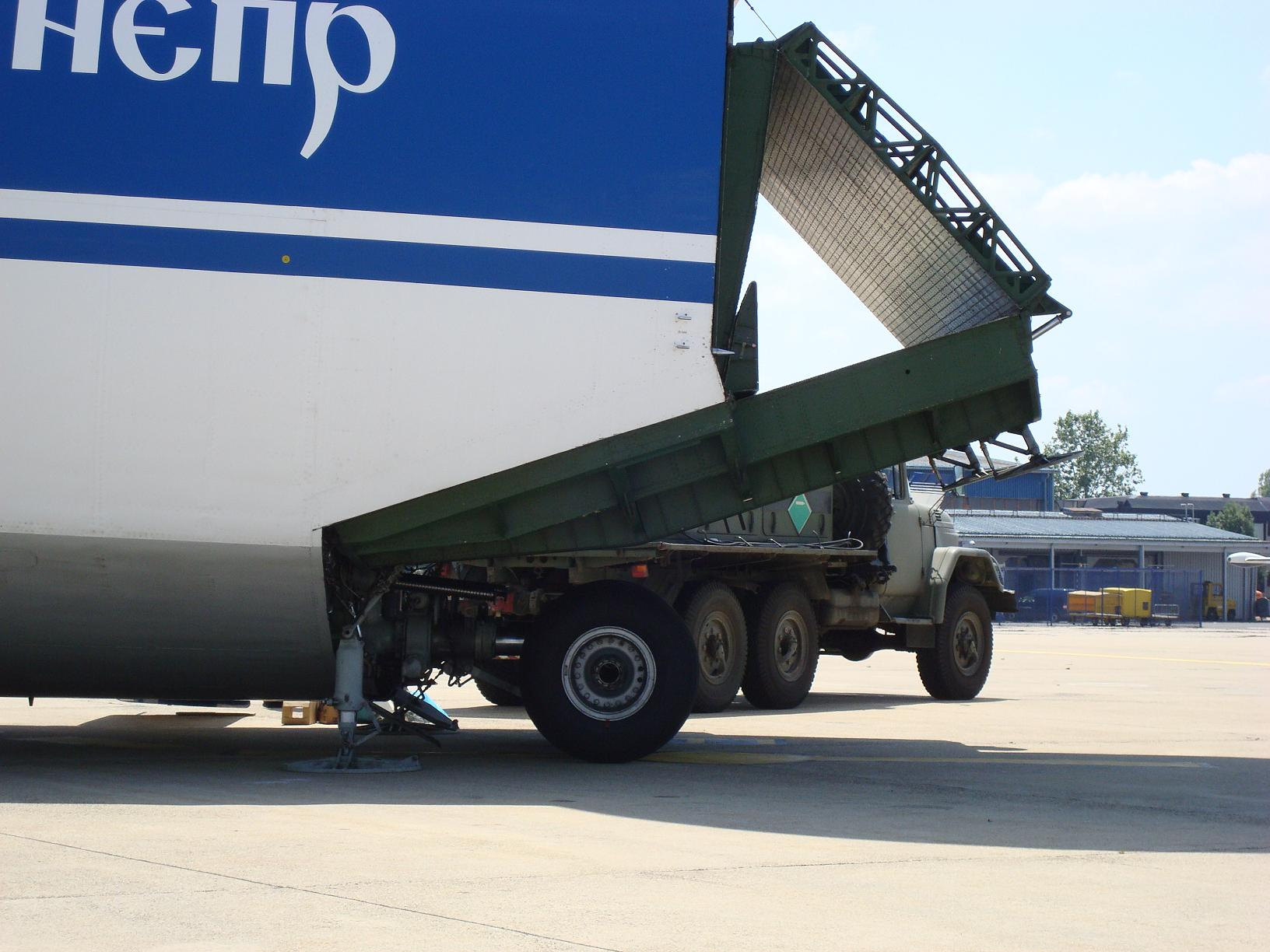
Otevřený přední nákladový prostor, viz podpěry

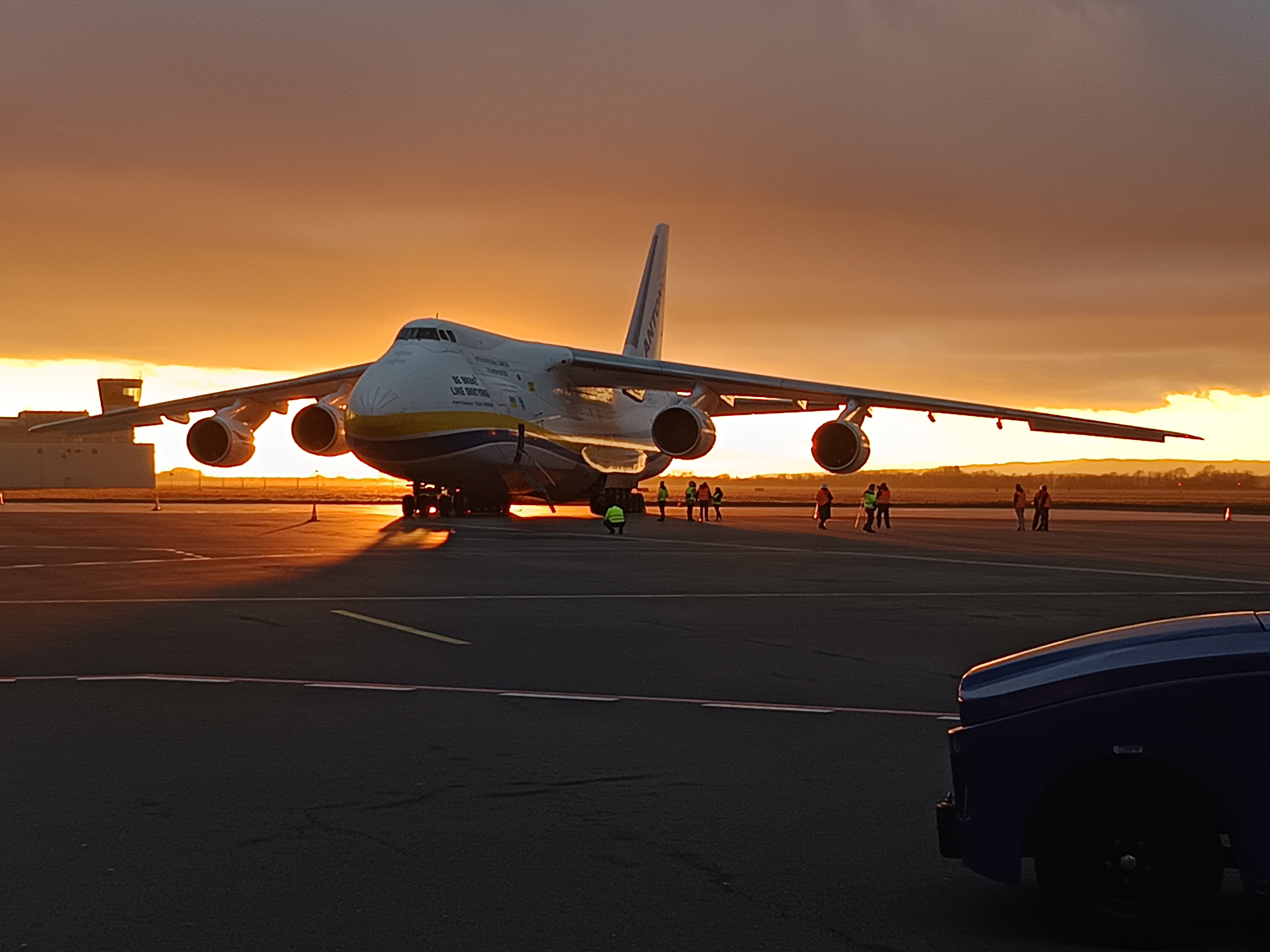
Antonov An-124 Ruslan, letiště Leoše Janáčka Ostrava-Mošnov (leden 2025)

Roku 1966 Sověti rozhodli o vývoji letounu s parametry podobnými americkému Lockheed C-5 Galaxy (nosnost 122 tun). Vývojem byla pověřena konstrukční kancelář Antonov se sídlem v Kyjevě. Ta rozpracovala projekt čtyřmotorového letounu An-124 a šestimotorového An-126, přičemž roku 1972 byl upřednostněn ten první. Stavba prototypu však musela být odložena, než pokročí vývoj potřebných technologií.
Práce na prototypu byly zahájeny roku 1979. První prototyp poprvé vzlétl 24. prosince 1982 v Kyjevě. Posádku tvořilo osm osob, přičemž pilotoval zkušební pilot V. Těrskij. Do zkoušek se postupně zapojily celkem tři prototypy. Na tovární zkoušky v letech 1986–1989 navázaly zkoušky státní. Do služby byl vojenský transportní letoun An-124 přijat v lednu 1986. Západní veřejnosti byl letoun poprvé představen roku 1985 na Pařížském aerosalonu. Tehdy byl na zemi vystaven druhý prototyp (CCCP-82002). Za letu byl veřejnosti předveden na stejném aerosalonu roku 1987. Na začátku roku 1986 byla zahájena sériová výroba, která byla rozdělena do dvou závodů: Aviastar-SP v Uljanovsku a výrobní závod společnosti Antonov v Hostomelu u Kyjeva. V roce 1992 proběhla certifikace civilní verze An-124-100. Sériová výroba byla zastavena roku 2004. Aviastar-SP do roku 2003 vyrobil 20 letadel a výrobní závod Antonov do roku 2004 vyrobil dalších 36 letounů.
V září 2004 vlády Ruska a Ukrajiny oznámily plány na obnovenou výrobu modernizované verze An-124-100M. Do roku 2020 měly obě továrny společně dodat až 80 letounů. Dne 25. dubna 2007 byla Mezistátním leteckým výborem certifikována modernizovaná verze letounu, označená An-124-150. Verze vznikla s rusko-ukrajinské spolupráci na základě požadavků společností Antonov Airlines a Volga-Dnepr. Letouny jsou vybaveny tzv. skleněným kokpitem a moderní avionikou, umožňující zmenšení jejich posádky z šesti na čtyři osoby. Dále mají na vybraných místech zesílený drak a inovované pohonné jednotky D-18T 4. série. Modernizovaný letoun přepraví 150 tun nákladu na vzdálenost 5000 km, což je o 30 tun více, než jeho starší verze. Snadnější je také jeho údržba.
Roku 2008 Antonov a jeho ruský partner United Aircraft Corporation (UAC) oznámily záměr obnovení výroby An-124. Důvodem byl silný a rostoucí zájem o jím nabízené přepravní schopnosti. Dohodu o obnově výroby letounu roku 2008 podepsaly také vlády Ruska a Ukrajiny. UAC později spolupráci zrušil, ale později přípravy znovu obnovil, údajně na rozkaz prezidenta Medveděva. Přípravy znovu přerušila anexe Krymu Ruskou federací v roce 2014, po které ruští dodavatelé s Antonovem (součást ukrajinského koncernu Ukroboronprom) přerušili spolupráci. Společnost Antonov plánuje samostatnou výrobu letounu, pro kterou musí nahradit původně ruské díly. Naopak Rusko údajně plánuje An-124 nahradit nově vyvinutým domácím letounem Il-106.

## An-124 a NATO
Od 23. března 2006 jsou letouny An-124 společností Antonov Airlines a Volga-Dnepr pronajímány v rámci programu Severoatlantické aliance (NATO) pro strategickou přepravu SALIS (Strategic Airlift Interim Solution). Šest těchto letadel, podle nových zdrojů deset letadel, má základnu na letišti Lipsko/Halle (Flughafen Leipzig/Halle) v Německu. Doposud nebylo možno tyto letouny nahradit, např. stroji typu Airbus A400M. Letadla využívala hlavně Bundeswehr, např. pro dopravu vojáků do Afghánistánu a zpět nebo pro pomoc Kurdům. Využívají je také Kanada, Česko a další členské státy NATO.

## Konstrukce
An-124 je hornokřídlý čtyřmotorový letoun s klasickými ocasními plochami. Křídlo má superkritický profil. Má mnohokolový podvozek příďového typu, který mu umožňuje operace i z méně kvalitních vzletových a přistávacích ploch. Trup je hermetizovaný. Ve své přední části je rozdělený na dvě paluby. Na horní palubě je umístěn zejména kokpit a prostory posádky. Spodní paluba slouží pro uložení nákladu. Manipulaci s nákladem usnadňuje příďová a záďová nakládací rampa. Vnitřní manipulační systém umožňuje nakládku bez potřeby dalšího pozemního vybavení. V konstrukci letounu jsou široce uplatněny kompozitní materiály, což proti hliníku snížilo hmotnost o více než šest tun. Nákladní prostor má délku 36,5 m, šířku 6,4 m a výšku 4,4 m, objem převyšuje 1000 m³, nosnost 120 tun.

## Uživatelé

### Vojenští
- Rusko

Antonov An-124 (UR-82008) společnosti Antonov Airlines. Stejný letoun dopravil 22. března 2020 do ČR zásilku roušek a respirátorů pro ochranu před epidemii covidu-19.

  - Ruské letectvo – k roku 2019 oficiálně vlastnilo 26 letounů (z toho údajně čtyři letuschopné).[15]

- Sovětský svaz
  - Sovětské letectvo

### Civilní
- Libye
  - Libyan Arab Air Cargo – společnost získala dva letouny An-124.[18]

- Rusko
  - Volga-Dnepr
  - Polet Airlines – společnost provozovala osm An-124.[9]

- Spojené arabské emiráty
  - Maximus Air Cargo – pro společnost byl na Ukrajině roku 2004 vyroben jeden An-124.[9]

- Ukrajina
  - Antonov Airlines – k roku 2012 provozovala 7 letounů An-124.[11]

## Varianty
- An-124 – vojenská transportní verze
- An-124-100 – civilní dopravní verze
- An-124-100M – modernizace An-124-100 – nová avionika umožňující snížení členů osádky z 6 na 4, zvýšení bezpečnosti a zlepšení navigace
- An-124A – úprava pro provoz z letišť s horším povrchem
- An-124-200 – verze s americkými motory General Electric CF6-80C2
- An-124-210 – verze s britskými motory Rolls-Royce RB211-524H-T

## Specifikace

### Technické údaje
- Posádka: 4–6 (pilot, kopilot, navigátor, hl. letový inženýr (+letový inženýr, radista) + 2 obsluhující náklad)
- Rozpětí: 73,3 m
- Délka: 69,1 m
- Výška: 20,8 m
- Nosná plocha: 628 m²
- Hmotnosti:
  - prázdná: 175 000 kg
  - vzletová: 405 000 kg
- Max. užit. zatížení: 150 000 kg
- Pohonná jednotka: 4× dvouproudový motor Progress D-18T
- Výkon pohonné jednotky: 4× 229,5 kN

### Výkony
- Maximální rychlost: 865 km/h
- Cestovní rychlost: 800–850 km/h
- Dolet: 5 200 km
- Dolet s max. zátěží: 4500 km
- Dostup: 12 000 m
- Plošné zatížení: 645 kg/m²
- Poměr tah/hmotnost: 0,23